# Thomas Weiss (Naturbahnrodler)
Thomas Weiss (* 18. November 1990 in Meran) ist ein ehemaliger italienischer Naturbahnrodler. Mit seinem Doppelsitzerpartner Andreas Leiter wurde er 2006 Italienischer Meister und 2008 Juniorenweltmeister. Im Weltcup fuhr das Duo achtmal unter die besten fünf.

## Karriere
Im Winter 2004/2005 starteten Thomas Weiss und sein zwei Jahre älterer Doppelpartner Andreas Leiter im Interkontinentalcup. Sie erreichten zwei Podestplätze und den fünften Rang in der Gesamtwertung. Im Einsitzer kam Weiss an diese Ergebnisse nicht heran, hier war sein mit Abstand bestes Ergebnis ein fünfter Platz im Auftaktrennen in Kindberg. Bei der Junioreneuropameisterschaft 2005 in Kandalakscha wurden Weiss/Leiter Fünfte im Doppelsitzer, im Einsitzer belegte Thomas Weiss den 14. Platz.
Ab der Saison 2005/2006 startete das Doppel Weiss/Leiter im Weltcup. An Einsitzerrennen im Weltcup nahmen beide nie teil. In der ersten Saisonhälfte blieben die beiden mit einem achten und zwei siebenten Plätzen noch hinter der Weltelite, doch bei der Ende Januar ausgetragenen Europameisterschaft 2006 in Umhausen erreichten sie den vierten Platz. Noch besser lief es drei Wochen später bei der Juniorenweltmeisterschaft 2006 in Garmisch-Partenkirchen, wo sie nur von ihren Landsmännern Patrick Pigneter und Florian Clara geschlagen wurden und die Silbermedaille gewannen. In den letzten drei Weltcuprennen der Saison kamen sie auf die Plätze vier, fünf und sechs und wurden damit Sechste im Gesamtweltcup. Im selben Jahr wurden sie auch Italienische Meister im Doppelsitzer.
Die Weltcupsaison 2006/2007 begannen Thomas Weiss und Andreas Leiter mit einem vierten Platz in Latsch, doch in den weiteren fünf Rennen kamen sie nur noch auf die Plätze acht bzw. neun, womit sie auch im Gesamtweltcup auf den achten Rang zurückfielen. An der Weltmeisterschaft 2007 nahmen sie nicht teil, aber bei der Junioreneuropameisterschaft in St. Sebastian gewannen sie wie schon im Vorjahr bei der Junioren-WM die Silbermedaille. Im Einsitzer fuhr Thomas Weiss auf Platz 14.
Im November 2007 erlitt Andreas Leiter im Training einen Bruch des Sprunggelenks, weshalb das Duo zu Beginn der Saison 2007/2008 pausieren musste. Thomas Weiss bestritt daher mehrere Einsitzerrennen im Interkontinentalcup. Erst im Februar konnten sie wieder gemeinsam bei der Juniorenweltmeisterschaft 2008 in Latsch starten, wo sie mit der schnellsten Zeit in beiden Durchgängen die Goldmedaille gewannen. Im Einsitzer belegte Thomas Weiss den elften Platz. Bei der eine Woche danach ausgetragenen Europameisterschaft 2008 in Olang kamen sie jedoch nur auf den zehnten Platz. Bei den zwei noch ausstehenden Weltcuprennen des Winters erzielte das Duo die Plätze sieben und vier.
In der Saison 2008/2009 zeigten Thomas Weiss und Andreas Leiter recht konstante Leistungen. Sie wurden zweimal Vierte und zweimal Fünfte sowie jeweils einmal Sechste und Siebente. Damit erreichten sie im Gesamtweltcup den fünften Platz. Das schlechteste Saisonergebnis erzielten sie ausgerechnet bei der Weltmeisterschaft 2009 in Moos in Passeier, wo sie nur auf den achten Platz kamen. Im Mannschaftswettbewerb erreichten sie gemeinsam mit Hannes Clara und Evelin Lanthaler im Team Italien II den vierten Platz. Nach der Saison 2008/2009 nahmen Thomas Weiss und Andreas Leiter an keinen Wettkämpfen mehr teil.

## Sportliche Erfolge
(Doppelsitzer mit Andreas Leiter)

### Weltmeisterschaften
- Moos in Passeier 2009: 8. Doppelsitzer, 4. Mannschaft

### Europameisterschaften
- Umhausen 2006: 4. Doppelsitzer
- Olang 2008: 10. Doppelsitzer

### Juniorenweltmeisterschaften
- Garmisch-Partenkirchen 2006: 2. Doppelsitzer
- Latsch 2008: 1. Doppelsitzer, 11. Einsitzer

### Junioreneuropameisterschaften
- Kandalakscha 2005: 5. Doppelsitzer, 14. Einsitzer
- St. Sebastian 2007: 2. Doppelsitzer, 13. Einsitzer

### Weltcup
- 5. Rang im Doppelsitzer-Gesamtweltcup in der Saison 2008/2009
- 8 Platzierungen unter den besten fünf

### Italienische Meisterschaften
- Italienischer Meister im Doppelsitzer 2006